# Làmina prima

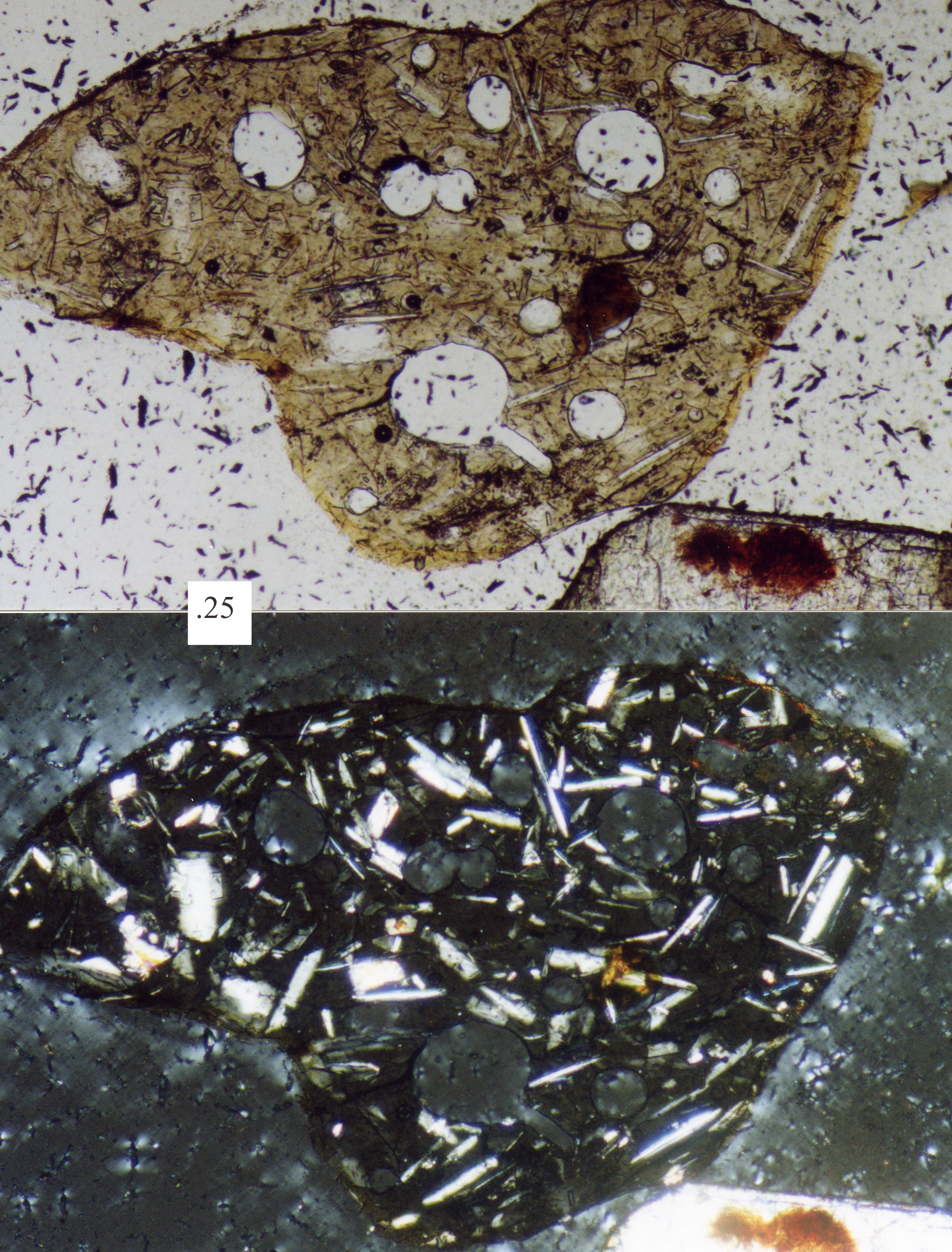
Secció fina d'un gra de sorra volcànica, vista en els dos filtres del microscopi petrogràfic.

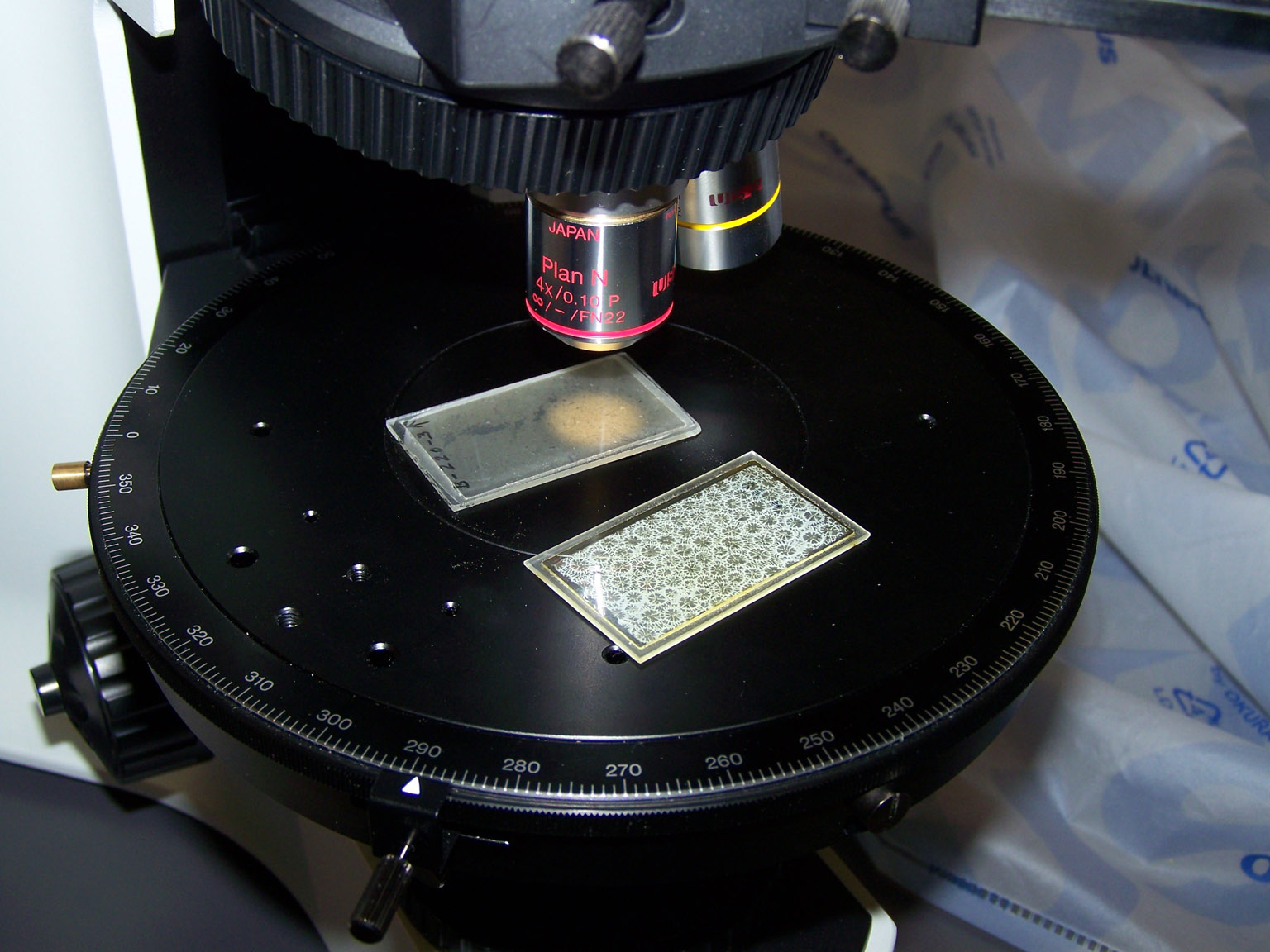
Secció fina muntada al microscopi

Una làmina prima, en mineralogia òptica i petrografia, és una preparació de laboratori d'una mostra de roca, mineral, sòl, ceràmica, ossos o fins i tot un metall per a ser usada en llum polaritzada, microscopi petrogràfic, microscopi electrònic o microsonda electrònica. Es talla un fina llesca de la mostra de la roca amb una serra de diamant. Es munta sobre el vidre portaobjectes i s'allisa progressivament amb un abrasiu fins que faci només 30 μm de gruix. El mètode implica usar la carta d'interferències de color de Michel-Lévy. Típicament es fa servir el quars per determinar el gruix.
Quan es posen entre dos filtres polaritzadors les propietats òptiques dels minerals en secció fina alteren el color i la intensitat de la llum que veu l'observador. Com que els diferents minerals tenen propietats òptiques diferents, la majoria dels minerals que formen les roques es poden identificar fàcilment.